# Enrico Rodolfo Galbiati
Enrico Rodolfo Galbiati (Giussano, 4 de fevereiro de 1914 — Verano Brianza, 4 de março de 2004) foi um sacerdote, filólogo, bibliotecário e estudioso bíblico italiano.

## Biografia
Depois de estudar ginásio, ensino médio e teologia no seminário arquiepiscopal de Milão, foi ordenado pelo cardeal Alfredo Ildefonso Schuster em 1937. Após obter a licença em Venegono, frequentou o Pontifício Instituto Bíblico, obtendo a Licença (1940) e posteriormente o Doutorado (1956) com a tese La struttura letteraria dell' Esodo.
A partir de 1941 ele ensinou grego bíblico, hebraico, Sagrada Escritura e teologia oriental.
Em 1947 foi um dos fundadores da Associação Bíblica Italiana; nos anos seguintes fez parte do conselho presidencial.
Em 1953 foi nomeado doutor da Biblioteca Ambrosiana, onde começou a estudar primeiro os manuscritos etíopes, depois os siríacos e armênios. Ele então estudou manuscritos hebraicos, colaborando com a Universidade de Jerusalém em sua microfilmagem (sua catalogação foi concluída em 1972).
Em 1956 obteve do Cardeal Eugène Tisserant a faculdade de celebrar no rito bizantino e em 1963 recebeu o indulto do biritualismo.
Em 1957 foi o principal e mais qualificado animador do grupo fundador do Centro Cristão da Rússia, colaborando ativamente na elaboração da revista homónima até 1966 com artigos relativos à liturgia do rito bizantino e ao ecumenismo, agora recolhidos no volume Liturgia ed ecumenismo (2014, ed. La Casa di Matriona). Posteriormente a colaboração tornou-se mais esporádica devido às novas tarefas assumidas por Mons. Galbiati na Universidade Católica de Milão e na Biblioteca Ambrosiana e da absorção do Centro no Movimento de Comunhão e Libertação.
A partir de 1964, nas duas últimas sessões, participou do Concílio Vaticano II como especialista das Igrejas Orientais e teólogo pessoal do Arcebispo de Milão Giovanni Colombo.
De 1967 a 1979 foi consultor da Pontifícia Comissão para a Nova Vulgata.
Em 1967 obteve a habilitação docente em Filologia Bíblica, sob a qual lecionou na Universidade Católica do Sagrado Coração, a convite do reitor Giuseppe Lazzati. Ele ministrou cursos de hebraico, línguas semíticas comparativas e filologia do Novo Testamento.
Em 1968 foi nomeado arquimandrita da Eparquia de Piana degli Albanesi . Houve muitos papéis no campo ecumênico, incluindo a participação na comissão diocesana para o ecumenismo.
Em 1974 abandonou a Universidade Católica por incompatibilidade com o novo regulamento da Biblioteca Ambrosiana.
O cardeal Carlo Maria Martini nomeou-o prefeito da mesma biblioteca em 1984. Durante o seu mandato, iniciaram-se extensos trabalhos de restauro, que duraram muitos anos.
Em 1988 recebeu a homenagem do município de Milão, o chamado Ambrogino d'oro; em 1996 recebeu o título honoris causa em Clássicos da Universidade Católica; em 2003 recebeu o prêmio Isimbardi da Província de Milão.
A biblioteca cívica de Verano Brianza  foi nomeada em sua homenagem, inaugurada no novo local em 17 de outubro de 2011, valorizando a doação do patrimônio livresco composto por 2.277 volumes.

## Principais trabalhos
- Pagine difficili della Bibbia. Antico Testamento (1951)
- Il vangelo di Gesù (1966)
- L'eucaristia nella Bibbia (1968)
- La fede nei personaggi della Bibbia (1968)
- La storia della salvezza nell'Antico Testamento (1968)
- La Chiesa delle Origini negli Atti degli Apostoli e nei loro Scritti (1972)
- Atlante storico della Bibbia e dell'Antico Oriente (1983)
- Scritti minori (2000)
- La Bibbia e la sua storia (2001)
- Atti degli Apostoli (2001)